# Thomas John Ryan
Thomas John Ryan Jr. (ur. 5 sierpnia 1901 w Nowym Orleanie, zm. 28 stycznia 1970) – amerykański wojskowy, kontradmirał United States Navy, uczestnik II wojny światowej, odznaczony Medalem Honoru za uratowanie z narażeniem własnego życia kobiety podczas trzęsienia ziemi w Japonii w 1923 roku.

## Życiorys
Thomas J. Ryan ukończył United States Naval Academy w 1920 roku. Jego pierwszym przydziałem był krążownik „Salem”, następnie niszczyciel „Zane” i węglowiec „Abarenda”, przydzielony do Floty Azjatyckiej. W listopadzie 1922 roku, jako znający język japoński, został włączony do personelu ambasady amerykańskiej w Tokio. 1 września następnego roku, podczas katastrofalnego trzęsienia ziemi, wyróżnił się bohaterstwem, ratując kobietę z płonącego hotelu w Jokohamie. Został za to odznaczony Medalem Honoru.
Po powrocie do Stanów Zjednoczonych został adiutantem morskim prezydenta Calvina Coolidge’a, służąc w Białym Domu i na pokładzie prezydenckiego jachtu „Mayflower”. Kolejnym jego przydziałem był niszczyciel „Bruce”, na którym, w styczniu 1927 roku, został awansowany do stopnia kapitana marynarki (lieutenant). W lecie 1928 roku został przeniesiony do biura Judge Advocate General's Corps w Waszyngtonie. Ukończył studia prawnicze w George Washington University i pracował jako prawnik wojskowy do 1931 roku, gdy powrócił na morze na pokładzie pancernika „Arizona”. W 1935 roku odbył kurs w Naval War College, a w 1936 roku został adiutantem dowódcy 2. Eskadry Pancerników (Battleship Division 2) Battle Force na Pacyfiku, a następnie, po awansie do stopnia komandora podporucznika (lieutenant commander) adiutantem głównodowodzącego United States Fleet. W styczniu 1940 roku objął na krótko dowodzenie na niszczycielu „Hale”, by wkrótce otrzymać przydział w biurze Szefa Operacji Morskich.
W lipcu 1941 roku awansował do stopnia komandora porucznika (Commander), w czerwcu następnego roku do stopnia komandora (captain). Pierwszą część wojny na Pacyfiku spędził na morzu jako dowódca zespołów niszczycieli. Brał między innymi udział w bitwie koło wyspy Kolombangara oraz w bitwie w zatoce Vella. We wrześniu 1943 roku został członkiem sztabu Fifth Amphibious Force, uczestnicząc w kampanii na wyspach Gilberta. Od sierpnia 1944 roku wykładał na US Naval Academy w Annapolis. Pod koniec 1945 roku był adwokatem w postępowaniu sądowym przeciwko Charlesowi B. McVayowi III, dowódcy zatopionego krążownika „Indianapolis”. W marcu 1946 roku objął dowództwo krążownika „Providence”, a w grudniu tego roku został dowódcą rezerw 8. Dystryktu Morskiego w Nowym Orleanie. W czerwcu 1950 roku przeszedł w stan spoczynku w stopniu kontradmirała (Rear Admiral).
Zmarł w 1970 roku i został pochowany na Narodowym Cmentarzu w Arlington.